# Izraelští Arabové

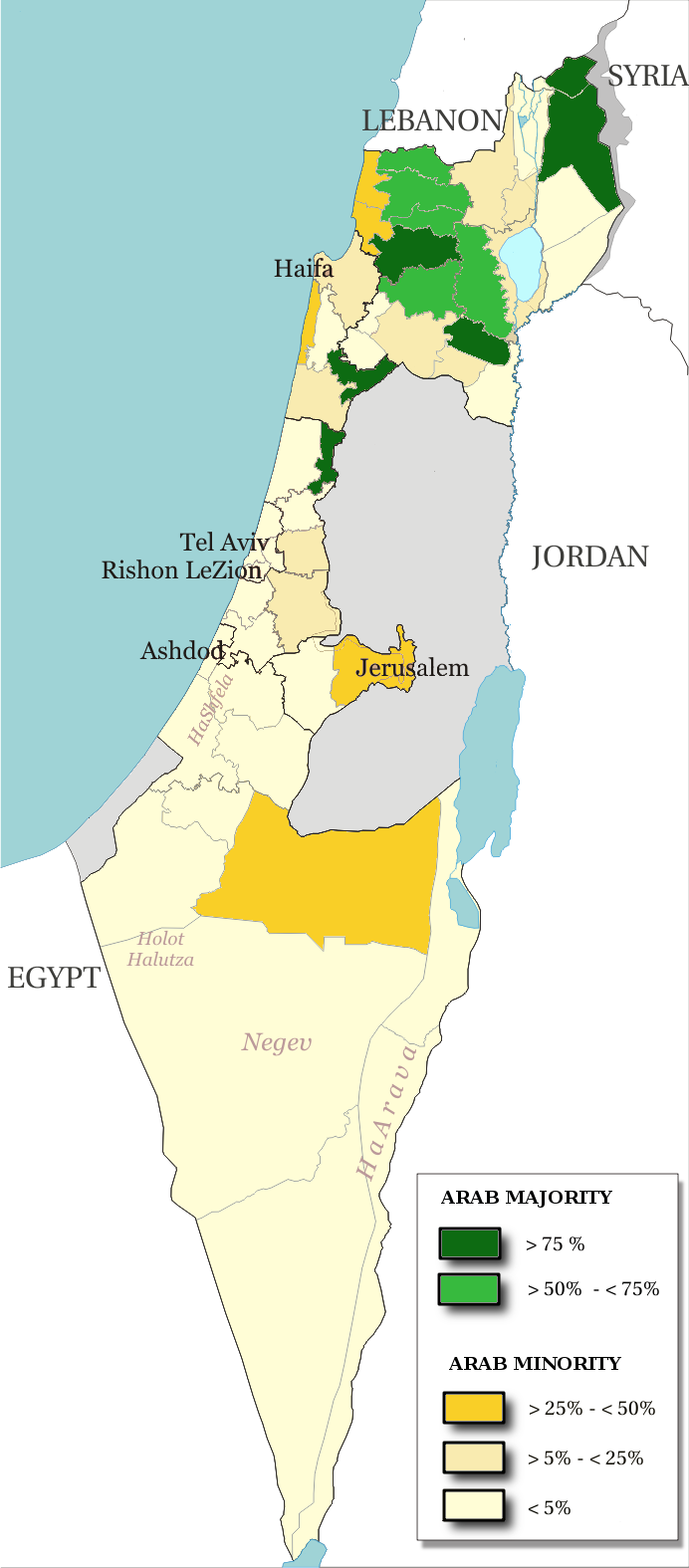
Kartogram arabské populace v Izraeli, 2000

Izraelští Arabové je termín pro označení Palestinců nebo arabsky hovořících lidí, bez židovského původu, kteří jsou občany Státu Izrael. U některých izraelských Arabů je však preferovanější označení arabští obyvatelé Izraele a označení izraelští Arabové je u nich neoblíbené.
Národnostně se většina z nich identifikuje jako Palestinci a občansky jako Izraelci. Mnoho těchto arabských obyvatel má rodinné svazky s palestinskými Araby na Západním břehu Jordánu, v Pásmu Gazy a v Jordánsku. Větší identifikování se jako Izraelci je mezi beduíny a Drúzy.
Zvláštní případ jsou Arabové žijící na územích anektovaných Izraelem po šestidenní válce v roce 1967, tj. ve Východním Jeruzalémě a na Golanských výšinách. Obyvatele východního Jeruzaléma získali trvalé izraelské občanství krátce po válce. Pouze malá část z nich jej však přijala a většina udržuje úzké vztahy se Západním břehem, přestože jim je umožněno volit v komunálních volbách. Většina drúzkých obyvatel Golanských výšin je považovaná za izraelské obyvatele na základě zákona o Golanských výšinách z roku 1981. Část z nich plně přijala izraelské občanství, avšak většina z nich se považuje za obyvatele Sýrie.
Po získání občanství byli izraelští Arabové formálně zrovnoprávněni s židovskými obyvateli Izraele. V porovnání s Araby v sousedních zemích získali paradoxně ještě větší práva. V současné době mají izraelští Arabové vlastní politické strany, zastoupení v Knesetu, vlastní školy, možnost studovat na izraelských univerzitách, možnost ošetření v izraelských nemocnicích, právo na pobírání sociálních benefitů atp. Vztahy izraelských Arabů s většinovou společností se zhoršily během izraelsko-palestinských střetů v květnu 2021.

## Náboženství
Více než čtyři pětiny izraelských Arabů (82,6 %) jsou muslimové. Ze zbývajících izraelských Arabů je 8,8 % křesťanů a 8,4 % Drúzů.
Izraelští křesťané se mohou od roku 2014 v úředních dokumentech označit za Aramejce.